# 김의겸
김의겸(金宜謙, 1963년 5월 22일~)은 대한민국의 기자 출신 정치인이다. 1990년부터 2017년까지 한겨레신문 기자로 활동했고, 문재인 대통령 비서실 대변인과 비례대표로 제21대 국회의원을 역임하였다.
1963년 5월 22일 경상북도 칠곡군에서 태어났다. 국민학교 입학 전 당시 모친이 공무원(교사)으로 군산으로 발령받아 이주하여 군산금광국민학교 군산남중학교 군산제일고등학교를 졸업하였다. 1982년 고려대학교 법학과에 입학했다. 1985년 11월에 전국학생총연합 '민중민주정부 수립과 민족자주통일을 위한 투쟁위' 산하 파쇼헌법철폐투쟁위원회 소속으로 민주정의당 중앙정치연수원 점거농성에 참여했다가 1달 뒤 현주건조물 방화예비 혐의 등으로 구속기소됐다.
1990년 한겨레신문에 입사해 국제부와 정치부, 사회부 등을 거쳐 논설위원으로 일했다. 김의겸은 참여정부 때 청와대를 출입하며 당시 민정수석과 비서실장으로 있었던 문재인과 친해졌다. 김의겸은 2016년 한겨레신문에 '최순실 국정농단'을 취재할 특별취재팀을 만들어 이끌었다. 그해 9월에 K스포츠재단 배후에 비선실세 최순실이 있다고 보도한 뒤 최순실의 딸 정유라의 이화여자대학교 특혜 입학 의혹 보도 등으로 여러 기자상을 수상했다. 박근혜 대통령의 탄핵 국면에서도 주요 보도로 주목받았다. 2017년 5월 문재인 정부 청와대 대변인 직을 제의받았지만 거절한 후 2017년 7월 선임기자직을 마지막으로 한겨레신문사를 떠났다. 한겨레 기자시절 공무원자격 사칭을 하는 등의 범법행위를 흔하게 일어났는데, 최소한 본인도 방조범이라고 한다.
2018년 1월 29일 문재인 정부는 충청남도지사 선거에 나가기 위해 사의를 표명한 박수현 대변인 후임에 김의겸을 임명했다. 기자로서 청와대를 담당했던 사람이 몇 달 간격을 둔 후 청와대 대변인이 되는 것이 기자윤리에 어긋난다는 논란이 있었다. 2018년 본인과 아내 명의로 서울특별시 동작구 흑석동 부동산을 구입하는 과정에서 자금 대출 서류를 조작한 것이 드러났고, 본인은 몰랐다는 해명도 거짓으로 밝혀졌다. 결국 2019년 3월 29일 청와대 대변인 직책을 사퇴했다.
2019년 12월 19일 더불어민주당 예비 총선 후보로 전라북도 군산 국회의원 선거 출마를 선언했으나, 서울 흑석동 부동산 투기에 대하여 비난 여론이 커지자 2020년 2월 3일 불출마를 선언했다. 2020년 3월 20일, 열린민주당에 입당해 비례대표 후보로 출마했지만 낙선했다. 그러나 열린민주당 비례대표 1번이었던 김진애 의원이 2021년 3월에 사퇴하여 의원직을 승계받았다.

## 학력
- 군산금광국민학교 졸업
- 군산남중학교 졸업
- 군산제일고등학교 졸업
- 고려대학교 법과대학 법학 학사

## 경력
- 한겨레신문 사회부 기자
- 한겨레신문 정치부 기자
- 2011년 3월: 한겨레신문 사회부장
- 2012년 4월: 한겨레신문 정치사회에디터
- 2013년 3월: 한겨레신문 논설위원
- 2015년: 한겨레신문 편집국 선임기자
- 2018년 2월~2019년 3월: 대통령비서실 국민소통수석보좌관 겸 대변인
- 2021년 3월~2022년 1월: 열린민주당 정책위원회 의장
- 2022년 9월~2023년 3월: 더불어민주당 대변인
- 2024년 1월~2024년 3월: 제22대 국회의원 선거 전북 군산시·김제시·부안군 갑 더불어민주당 국회의원 예비후보
- 2024년 3월~2024년 4월: 제22대 국회의원 선거 더불어민주연합 선거대책위원회 상임공동선거대책위원장
- 2025년 7월~: 제7대 새만금개발청장

### 의정 활동
- 2021년 3월 26일~2024년 5월 29일: 제21대 국회의원(비례대표, 열린민주당[4]→더불어민주당→무소속→더불어민주연합→더불어민주당, 초선)
  - 2021년 3월~2022년 5월: 제21대 국회 전반기 문화체육관광위원회 위원
  - 2021년 11월~2022년 5월: 제21대 국회 언론미디어제도개선특별위원회 위원
  - 2022년 4월~2022년 5월: 제21대 국회 국무총리(한덕수) 임명동의에 관한 인사청문특별위원회 위원
  - 2022년 7월~2024년 5월: 제21대 국회 후반기 법제사법위원회 위원
  - 2022년 8월~2022년 11월: 제21대 국회 대법관(오석준) 임명 동의에 관한 인사청문특별위원회 위원
  - 2024년 5월~2024년 5월: 제21대 국회 후반기 환경노동위원회 위원

## 전과
- 집회및시위에관한법률위반, 폭력행위등처벌에관한법률위반, 특수공무집행방해치상, 현존건조물방화예비: 징역 7년 - 1986년 3월 31일 선고[5]

## 논란

### 흑석동 부동산 투기
2018년 7월 김의겸 청와대 대변인은 사실상 무료인 청와대 인근 관사에 입주하면서 살고 있던 전세 계약 4억8000만원을 해지하고, 서울 동작구 흑석동에 있는 복합건물(주택 및 상가)을 25억7천만원에 매입했다. 건물을 구입하기 위해 KB국민은행에서 배우자 명의로 10억 2080만원을 대출받았으며, 사인 간 채무도 3억 6000만원 발생했다. 흑석동 건물 세입자에게 받은 보증금(2억 6500만원)까지 포함하면 총 16억 4580만원의 빚을 지고 건물을 샀다. '흑석뉴타운 9구역'은 2017년 11월 30일 서울특별시의 재개발 사업시행인가가 나왔고, 2018년 5월 롯데건설이 시공사로 선정됐다. 김의겸 대변인이 막대한 이자를 감당하면서까지 무리한 투자를 결정하게 된 배경이 재개발에 따른 차익 실현과 관련이 있을 가능성을 시사하는 대목이다. 김의겸이 구매한 흑석뉴타운 9구역 상가 건물이 이 일대 부동산업체에서 "재개발 시 새 아파트 2채와 상가 1채를 배정받을 수 있다"고 광고한 급매물이었던 것으로 확인되면서 부동산 투기 의혹이 제기되었다.
2019년 3월 28일 논란이 되자 자유한국당과 바른미래당은 물론, 민주평화당 및 정의당조차 일제히 김의겸을 비판하였다. 홍성문 민주평화당 대변인은 "정부가 투기를 막기 위해 재개발 · 재건축 투기 억제에 골몰할 때 청와대 대변인인 김의겸은 재개발 투기를 한 것"이라면서 "낮에는 서민을 대변하고 밤에는 부동산 투기를 한 김 대변인의 ‘야누스의 두 얼굴’이 놀랍다. 지금 당장 사퇴하는 것이 답"이라고 비판했으며, 윤소하 정의당 원내대표도 "김 대변인은 정부가 투기와의 전쟁을 한참 벌이는 와중에 재개발 · 재건축 지역의 건물을 비싼 가격에 사들였다. 답답하고 우려되는 일"이라며 "고위 공직자들이 투기를 떳떳이 하면서 국민에게는 투기를 근절하겠다고 말하면 누가 믿겠나"라고 지적했다. 자유한국당에서는 국회 운영위 및 국토위 소속 의원들이 흑석뉴타운 9구역을 직접 찾아가기도 하였다.
2019년 3월 29일 김의겸은 청와대 대변인을 사퇴하였다. 김의겸은 이날 기자들에게 보낸 메시지에서 "'언론과의 건강한 긴장 관계'를 원했지만 번번이 감정적으로 흐르고 날 선 말들이 튀어 나왔다"며 "다 제 미숙함 때문이다. 깊이 사과드린다"고 밝혔다. 그런데 해당 논란과 관련해 김의겸은 문제가 된 건물을 매입한 것은 아내가 내린 결정이어서 자신은 몰랐다고 해명해 논란이 되었다.
은행 특혜 대출 의혹도 제기되었다. 김종석 자유한국당 의원은 김의겸이 고교 후배의 은행 지점에서 10억원의 대출을 받았다는 사실을 밝혀냈고, 이를 바탕으로 일종의 특혜 대출의 가능성을 제기했다. 김종석 의원실에 따르면, 김의겸은 당시 거주지 근처가 아닌 서울 마포구 성산동의 은행에서 대출을 받았으며, 해당 은행의 당시 지점장이 김 전 대변인의 군산제일고 1년 후배라는 점이 확인됐다.
KB국민은행 측에서 대출을 위해 서류를 조작한 사실 또한 드러났다. 김종석 의원실에 따르면, 김의겸이 구입한 상가 건물에서 임대할 수 있는 점포는 4개지만, 존재하지 않는 '유령 점포' 6개를 만들어서 총 10개를 임대 가능한 것으로 조작하였고, 이를 토대로 대출액을 부풀려 산정했다.
"자신도 모르게 아내가 결정했다"는 해명 또한 거짓으로 드러났다. 4월 5일 바른미래당 이태규 의원실에 따르면, KB금융그룹 본부장 등이 3일 국회를 찾아와 "김의겸이 지난해 7월 말 KB국민은행 성산동 지점에 와서 담보제공 확인 절차를 이행하고 관련 서류에 자필 서명했다"고 보고했다. 이태규 의원은 “KB국민은행 증언대로라면 김의겸의 해명은 명백한 거짓”이라며 “대출의 적법성 여부와 별개로 공직자로서 국민에게 한 소명이 진실했는지에 대한 확인이 필요하다”고 지적했다.

### 리비아 피랍 사태에 대한 문학적 논평
2018년 8월, 리비아에 피랍된 국민들에 대해 "우리는 그가 타들어가는 목마름을 몇 모금의 물로 축이는 모습을 봤다. 아직은 그의 갈증을, 국민 여러분의 갈증을 채워주지 못하고 있다. 하지만 정부의 노력을 믿고 그가 건강하게 돌아오기를 빌어주시기 바란다. 그렇게 마음을 모아주시면 한줄기 소나기가 우리를 기다리고 있을 것"이라고 논평했다. 이를 두고 "사람의 생명이 달린 문제에 대해 시를 읊듯 가볍고 안이하게 접근했다", "논평의 아름다움에만 신경쓰느라 피랍인과 가족, 국민을 안심시킬 수 있는 진중하고 엄숙한 모습이 부족했다"는 비판이 제기됐다.

### 청와대 특감반 비위 의혹에 대한 감정적 대응
2018년 12월, 청와대 특별감찰반 비위 의혹에 대해 "문재인 정부 유전자에는 애초에 민간인 사찰이 존재하지 않는다"고 비유적 표현을 사용하여 논란이 일었다. "유전자"라는 표현을 두고 야권은 일제히 김의겸 대변인을 비판했다. 김병준 자유한국당 비상대책위원장은 "민간인 사찰의 DNA가 없다니 어떻게 이런 오만함과 선민의식이 있을 수 있나"고 비판했고, 김영우 한국당 의원은 "도대체 어느 시대에 살고 있는데 유전자까지 들먹이며 문재인 정부를 성인과 천사의 신분으로 등극시키나"라고 지적했다. 하태경 바른미래당 의원 또한 "민간인 사찰 DNA가 없다고 우기지만 말고, DNA 테스트를 위한 국정조사와 특검을 수용하라"고 꼬집었다.
김의겸 대변인 외에도 윤영찬 국민소통수석 또한 "궁지에 몰린 미꾸라지 한 마리가 개울물을 온통 흐리고 있다", "불순물은 가라앉을 것이고 진실은 명료해질 것" 등의 표현을 사용한 바 있어 논란을 키운다는 평가가 나왔다.
또한 김 대변인이 김태우 수사관 주장을 바탕으로 한 언론보도와 관련한 청와대 대응을 비판한 언론사와 기자의 실명을 거론하는 등의 대응으로 논란을 빚었다.

### 청와대 행정관의 군사 자료 분실에 대한 해명
2019년 1월, 군 인사 자료를 분실한 정 모 청와대 행정관(5급)이 육군참모총장을 불러낸 것을 두고 "(행정관이 총장을) 못 만날 일도 아니라고 생각한다"며 "대통령의 지침을 받아서 일하는 인사수석실 행정관이 대통령의 철학과 지침에 대해 인사추천권자인 총장과 얼마든지 얘기할 수 있다"고 주장해 논란이 되었다. 군 내부에서는 육해공 구분 없이 김의겸 대변인의 발언에 대해 비판적인 것으로 전해졌다. "위계질서를 중요하게 생각하는 군의 특성을 무시하거나 군을 얕보는 발언이다", "김 대변인의 논리대로라면 대통령의 통수권을 따르는 영관급 장교는 대통령의 철학과 지침에 대해 안보실장을 얼마든지 청와대 근처 카페에 불러 얘기할 수 있어야 하는 것 아닌가"라는 비판이 군 내부에서 제기됐다.

### 관례적으로 행하던 공무원자격 사칭
김의겸 열린민주당 의원은 2021. 7. 12. YTN 라디오 '황보선의 출발 새아침'에 출연해 "저희들, 나이가 좀 든 기자 출신들에게 (사칭은) 굉장히 흔한 일이었다"고 두둔했다. 그러나 같은 날 "기자가 수사권이 없으니까 경찰을 사칭한 것으로 보인다. 그건 잘못됐다"고 말하기도 하였다.

## 역대 선거 결과
| 실시년도 | 선거  | 대수 | 직책     | 선거구   | 정당       | 득표수      | 득표율         | 순위         | 당락 | 비고       |
| -------- | ----- | ---- | -------- | -------- | ---------- | ----------- | -------------- | ------------ | ---- | ---------- |
| 2020년   | 총선  | 21대 | 국회의원 | 비례대표 | 열린민주당 | 1,512,763표 | \| \| 5.42% \| | 비례대표 4번 |      | 초선, 승계 |
|          | 5.42% |      |          |          |            |             |                |              |      |            |

## 같이 보기
- 대한민국 제21대 국회의원 선거 열린민주당 후보 목록#비례대표
- 대한민국의 새만금개발청장